# Dzwonek teatralny
Dzwonek teatralny – specjalny sygnał rozlegający się na terenie teatru i oznaczający zwykle początek lub koniec antraktu.
Dawniej wydawany przez teatralnego woźnego za pomocą małego ręcznego lub mechanicznego dzwonka, w późniejszych czasach przy pomocy dzwonka elektrycznego, a obecnie coraz częściej generowany w sposób elektroniczny przez teatralny system nagłośnienia.
W czasach współczesnych najczęściej stosowany jest system trzech dzwonków, przy czym ostatni dzwonek oznacza, że spóźnieni widzowie nie będą już wpuszczani na salę.
W mowie potocznej zwrot „to już (jest) ostatni dzwonek” ma odniesienie właśnie do dzwonka teatralnego i oznacza najpóźniejszy realny termin rozpoczęcia jakichś działań lub czynności (np. nauki), który jest jednak jeszcze wystarczający do tego aby podjęte przez daną osobę działania mogły doprowadzić (w założonym z góry terminie) do sukcesu (np. zdania trudnego egzaminu).